# Microporella intermedia
Microporella intermedia är en mossdjursart som beskrevs av Livingstone 1929. Microporella intermedia ingår i släktet Microporella och familjen Microporellidae. Inga underarter finns listade i Catalogue of Life.